# 中國銀行 (日本)
株式會社中國銀行（The Chugoku Bank, LTD., 東證1部：8382）是日本的地方銀行之一，總行設於中國地方岡山縣。簡稱中銀（ちゅうぎん）。
前身分別為「第八十六國立銀行」、「第一合同銀行」及「山陽銀行」，1930年合併成為現時的「中國銀行」。

## 企業現況
- 商號　株式會社中國銀行
- 資本金 約151億5,000万日圓
- 總資産　5兆7,910億日圓
- 從業員數 3,383人
- 東京證券交易所市場第1部上場

（2008年3月31日資料）

## 中文重名的由来
日本的地域名里早有“中国地方”一词（ちゅうごくちほう），一般认为在室町幕府以后，以该词指称日本本州岛西部一带，即鸟取县、岛根县、冈山县、广岛县、山口县这五县地区。平安时代，日本以京都为中心即都城，根据距离首都的远近把国土分成“近国”、“中国”、“远国”等。这时候“中国”的意思其实是中部地区。
为防止与总部在中国的中国银行（Bank of China）混淆，該行各分行貼有簡體中文告示以提醒兩者區別，而该银行在上海的代表处則改用日语罗马字命名为“日本CHUGOKU银行股份有限公司上海代表处”。

## 外部連結
- 株式會社中國銀行（页面存档备份，存于） （日語）
- 怎么回事？日本也有一家“中国银行”？ （页面存档备份，存于）